# Pour une nuit
Pour plus de détails, voir Fiche technique et Distribution.
Pour une nuit (One Night Stand) est un film américain réalisé par Mike Figgis, sorti en 1997. Ce drame sentimental érotique, porté par Nastassja Kinski et Wesley Snipes, n'a pas enthousiasmé la critique et a été un échec commercial.

## Synopsis
Max Carlyle (Wesley Snipes), brillant réalisateur de publicités, a tout pour être heureux. Il vit à Los Angeles dans une maison de rêve, il a une femme charmante, Mimi (Ming-Na Wen) et deux enfants adorables, Saffron (Natalie Trott) et Charlie (Marcus T. Paulk). Lors d'un voyage d'affaires à New York, il rend visite à son meilleur ami, Charlie (Robert Downey Jr.), un homosexuel, qui est, tout comme lui, réalisateur dans la publicité. Il apprend que Charlie est atteint du SIDA et décide de lui apporter un soutien financier et moral. En rentrant à son hôtel, il fait la connaissance d'une jeune et belle intellectuelle, Karen (Nastassja Kinski). Elle l'invite chez elle pour qu'il puisse se changer, en effet son stylo défectueux a taché sa chemise. Karen reçoit l'appel d'une amie qui l'informe qu'elle ne pourra pas se rendre avec elle au concert d'un quatuor à cordes.
Max manque son avion à cause d'un embouteillage. Il retrouve Karen et l'accompagne au concert. Ensuite ils vont boire un verre dans un bar. En sortant, ils se font agresser par un couple, mais ils parviennent à s'en sortir. Malgré le choc subi, Karen refuse de porter plainte. Ils rentrent chez elle. C'est le coup de foudre, ils passent une nuit d'amour torride ensemble. Mais le lendemain Max doit prendre le premier vol pour Los-Angeles. Il y est accueilli par sa femme au dépose-minute de l'aéroport et il retrouve ses deux enfants. Un an plus tard, Max retourne à New-York et va à l'hôpital rendre visite à Charlie qui est à l'agonie. Il y rencontre le frère ainé de ce dernier, Vernon (Kyle MacLachlan). Celui-ci lui présente sa femme Karen ! La nuit d'amour vécue un an plus tôt, refait brutalement surface dans leurs esprits. Elle changera à jamais leurs destins, ainsi que leurs rapports avec leurs conjoints,.

## Fiche technique
- Titre français : Pour une nuit...
- Titre original : One Night Stand
- Réalisation : Mike Figgis
- Scénario : Mike Figgis
- Photographie : Declan Quinn
- Musique : Mike Figgis
- Production : Michael De Luca, Robert Engelman, Mike Figgis, Ben Myron, Richard Saperstein et Annie Stewart
- Pays d'origine : États-Unis
- Genre : drame, érotique, romance
- Dates de sortie : 
  - France : 17 septembre 1997
  - États-Unis : 14 novembre 1997

## Distribution
- Wesley Snipes (VF : Thierry Desroses) : Max Carlyle
- Nastassja Kinski (VF : Brigitte Berges) : Karen
- Kyle MacLachlan (VF : Bernard Lanneau) : Vernon
- Ming-Na Wen : Mimi Carlyle
- Robert Downey Jr. (VF : Bernard Gabay) : Charlie
- Marcus T. Paulk : Charlie Carlyle
- Natalie Trott : Saffron Carlyle
- John Calley : le père de Charlie
- Glenn Plummer (VF : Mathieu Buscatto): George
- Amanda Donohoe : Margaux
- Zoë Nathenson : Mickey
- Thomas Haden Church : Don
- Vincent Ward : Nathan
- John Ratzenberger : Phil
- Mike Figgis : Réceptionniste
- Julian Sands : Chris
- Donovan Leitch : Kevin
- Ione Skye : Jenny
- Xander Berkeley : Ami de Charlie
- Chris Bauer : Barman
- Nick Sandow : Bandit
- Saffron Burrows : Mannequin
- Michele Merkin : Mannequin

## Distinction
- Mostra de Venise 1997 : Coupe Volpi de la meilleure interprétation masculine pour Wesley Snipes

## Accueil

### Critique
Aux États-Unis, selon Rotten Tomatoes, le film ne recueille 32% de commentaires positifs.

### Public
Le film est boudé par le public, il rapporte moins du tiers de ce qu'il a coûté : 7,6 millions de dollars de recettes pour un budget de 24 millions de dollars. En France, il n'attire que 102 000 spectateurs dans les salles.